# Claußnitz
Claußnitz ist eine Gemeinde im Landkreis Mittelsachsen, Sachsen (Deutschland).

## Geographie

### Geographische Lage
Die Gemeinde liegt etwa 15 km nördlich der Stadt Chemnitz zwischen den Städten Burgstädt und Mittweida. Claußnitz liegt am Fluss Chemnitz und breitet sich in östlicher Richtung aus. Nördlich des Gemeindegebiets befindet sich der Königshainer Wald.

### Nachbarorte
|           | Königshain-Wiederau                         | Altmittweida        |
| Burgstädt | Kompassrose, die auf Nachbargemeinden zeigt |                     |
|           | Taura                                       | Lichtenau (Sachsen) |

### Ortsgliederung
Die Gemeinde besteht aus den Ortsteilen
- Claußnitz
- Diethensdorf,
- Markersdorf/Chemnitztal,
- Röllingshain.

## Geschichte

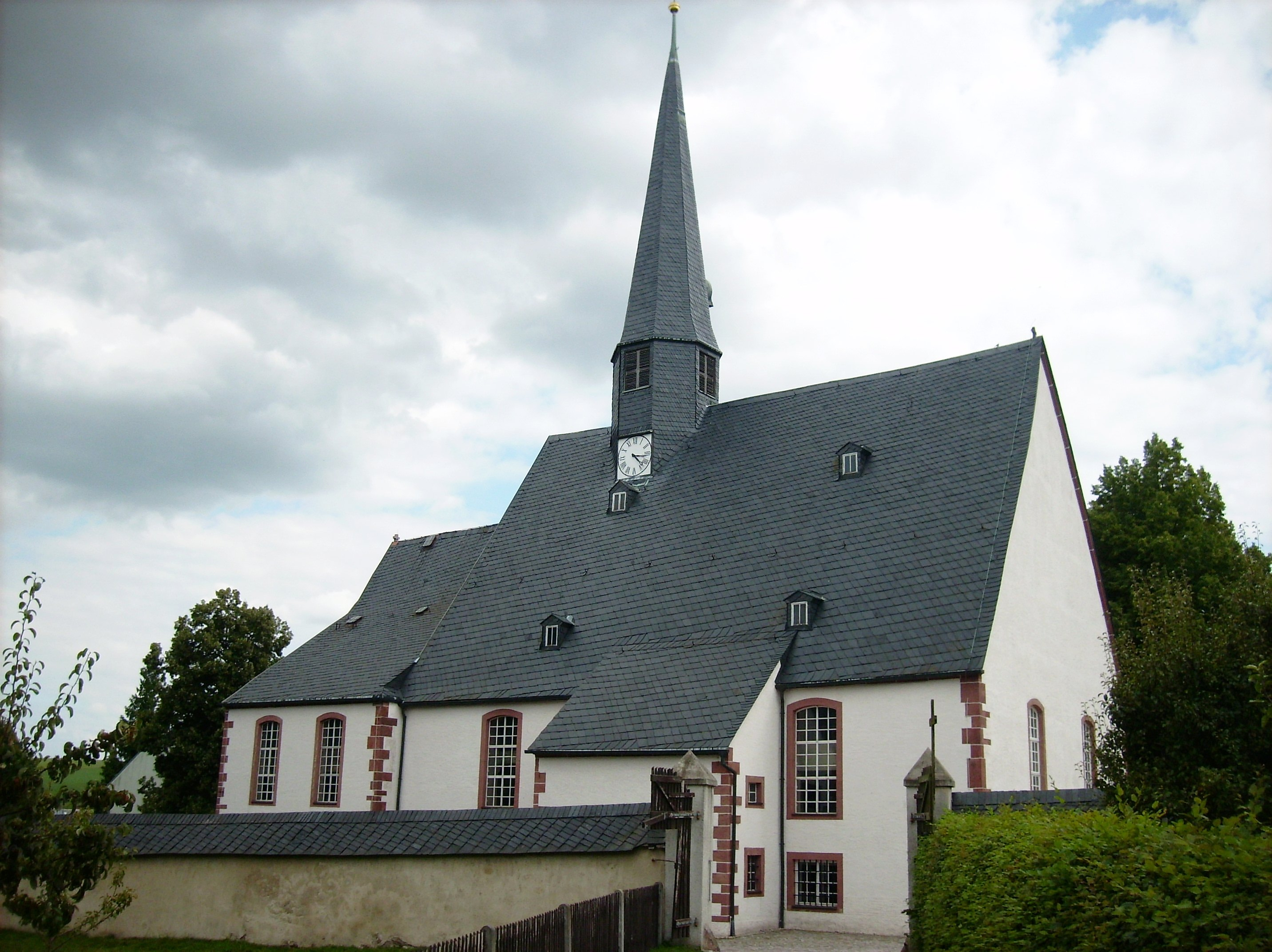
Kirche in Claußnitz

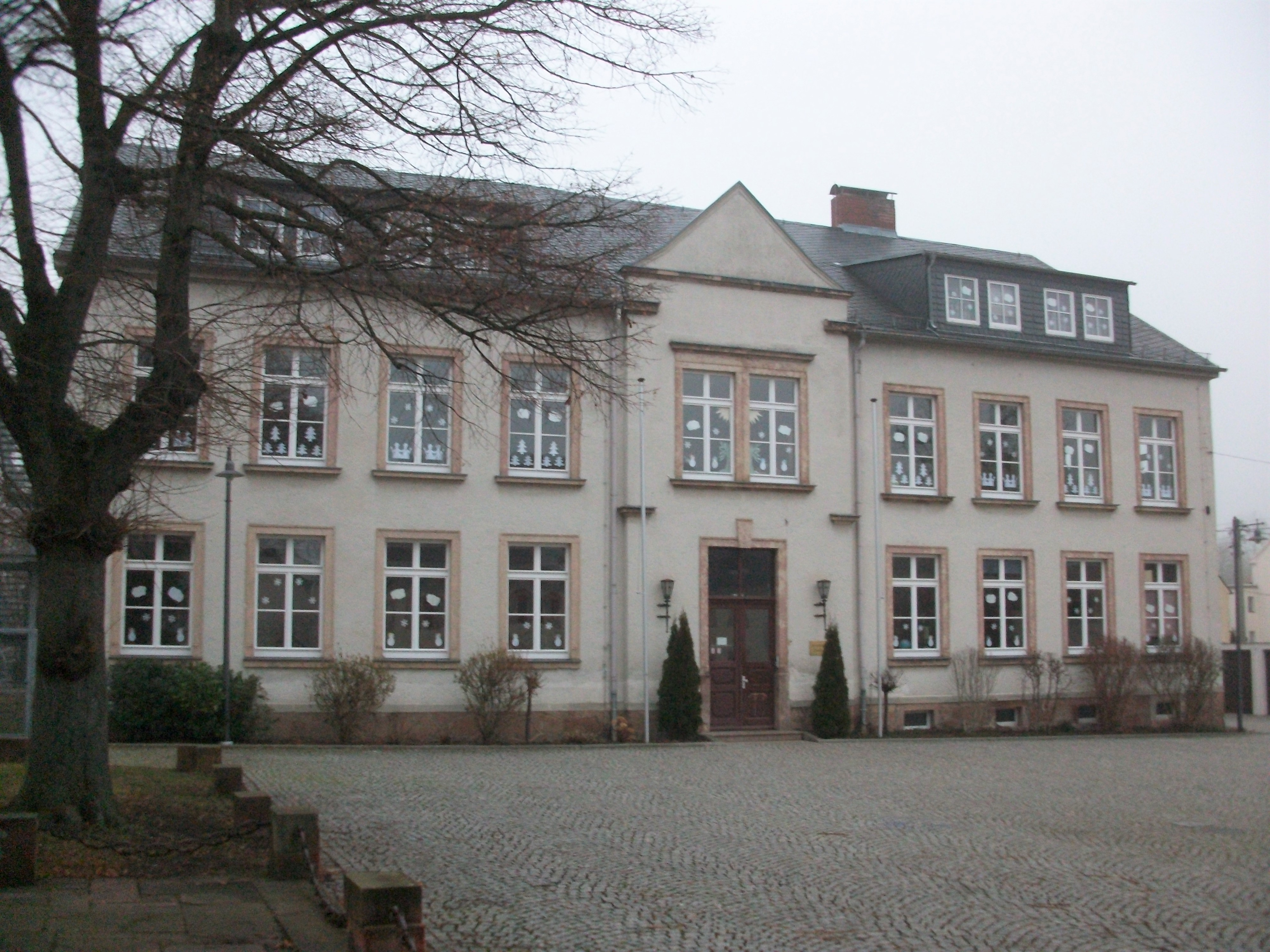
Grundschule Claußnitz

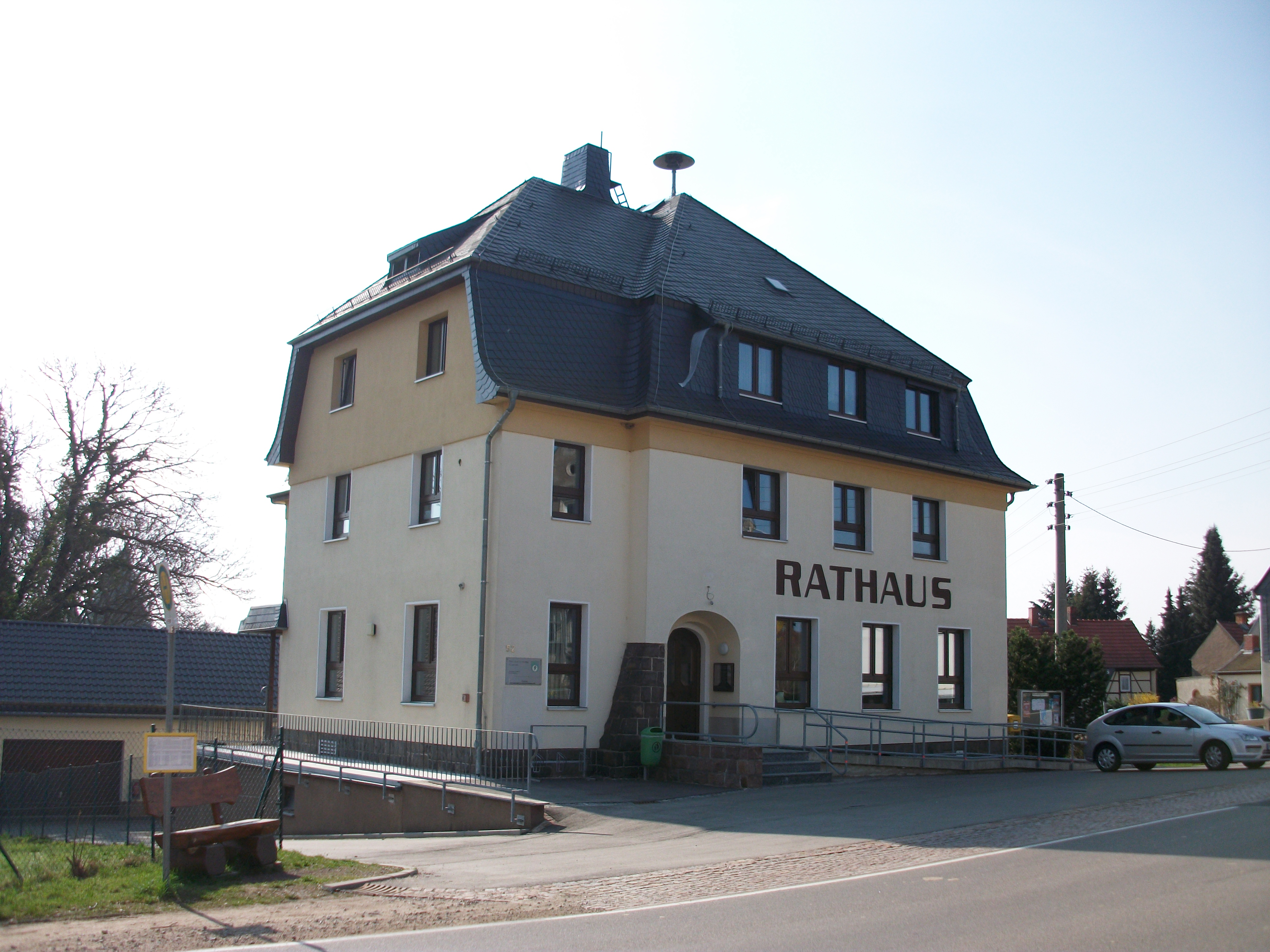
Rathaus Claußnitz

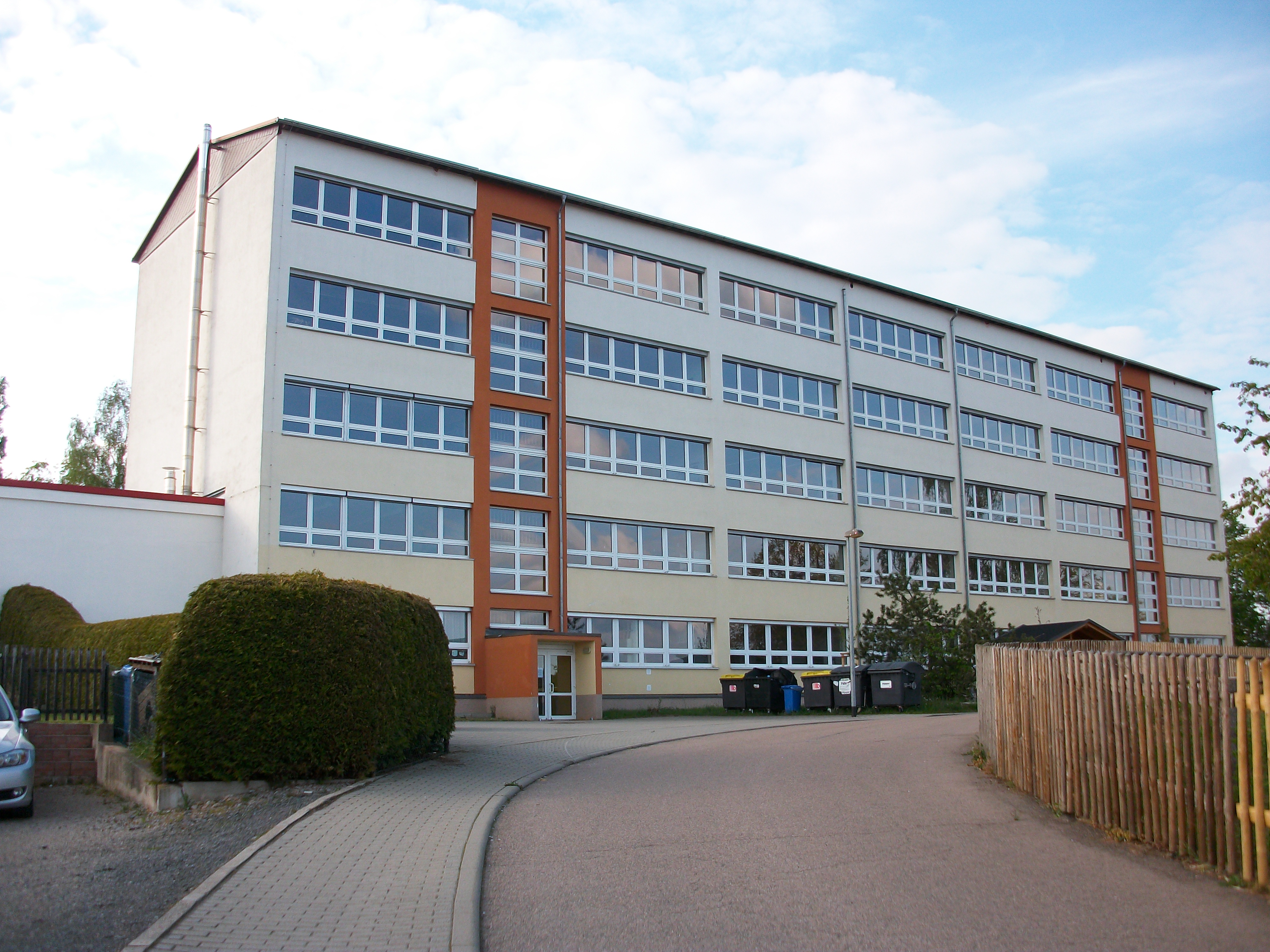
Oberschule Claußnitz

Im Jahr 1277 erfolgte die erste urkundliche Erwähnung von Claußnitz. Wahrscheinlich holte im 12. Jahrhundert Graf Dedo von Rochlitz, welcher das Kloster Zschillen im heutigen Wechselburg gründete, Siedler in die Gegend. Die Kirche des Orts wurde um 1200 errichtet. In diese sind seit jeher die Nachbarorte Röllingshain, Diethensdorf und Markersdorf gepfarrt. Claußnitz gehörte wie seine drei heutigen Ortsteile ursprünglich zum Besitz des Klosters Zschillen, das im Jahr 1543 mit dem gesamten Besitz an Herzog Moritz von Sachsen kam. Dieser säkularisierte es umgehend und vertauschte es an die Herren von Schönburg gegen die Orte Hohnstein, Wehlen und Lohmen in der heutigen Sächsischen Schweiz. Daher kam für den Ort und die Klosteranlage der Name Wechselburg auf. Seitdem wurde Claußnitz als Amtsdorf der schönburgischen Herrschaft Wechselburg geführt, welche den Herren von Schönburg unter wettinischer Oberhoheit gehörte. Im Rahmen der administrativen Neugliederung des Königreichs Sachsen wurde Claußnitz als Teil der schönburgischen Lehnsherrschaft Wechselburg im Jahr 1835 der Verwaltung des königlich-sächsischen Amts Rochlitz unterstellt. Im Jahr 1856 kam Claußnitz zum Gerichtsamt Burgstädt und 1875 an die neu gegründete Amtshauptmannschaft Rochlitz (seit 1939: Landkreis). Im Jahr 1832 wurde nach einjähriger Bauzeit die Schule am Kirchhof, welches heute als „Alte Schule“ bekannt ist, eingeweiht. Das daneben befindliche bisherige Schulgebäude ging gleichzeitig außer Betrieb. Nachdem das damals am Anger stehende Gasthaus „Weißes Roß“ im Jahr 1886 abgebrannt war, begann am einstigen Standort der Scheune des Gasthofs der Bau einer neuen Schule (heutige Grundschule). Mit dem Erweiterungsbau im Jahr 1904 erhielt sie das heutige Aussehen. In der zweiten Hälfte des 19. Jahrhunderts erfolgte die verkehrstechnische Erschließung des Chemnitztals. An der im Jahr 1902 eröffneten Bahnstrecke Wechselburg–Küchwald (Chemnitztalbahn) erhielten die heutigen Ortsteile Markersdorf und Diethensdorf Bahnstationen.
Die Eingemeindung von Röllingshain nach Claußnitz erfolgte am 1. April 1948. Infolge der zweiten Kreisreform in der DDR kam die Gemeinde Claußnitz am 25. Juli 1952 zum neugebildeten Kreis Rochlitz, wurde allerdings nur wenige Monate später am 4. Dezember des gleichen Jahres dem Kreis Chemnitz-Land im Bezirk Chemnitz (1953 in Kreis Karl-Marx-Stadt-Land und Bezirk Karl-Marx-Stadt umbenannt) angegliedert. Auch Diethensdorf und Markersdorf waren von dieser Umgliederung betroffen. Die Claußnitzer Schule erhielt im Jahr 1951 den Charakter einer Zentralschule. Seit 1959 gingen alle Röllingshainer Schüler nach Claußnitz zur Schule. 1960 folgten die Markersdorfer Schüler ab Klasse 8, 1971 die Diethensdorfer Schüler und 1980 die Markersdorfer Schüler ab der 1. Klasse. Im gleichen Zug erfolgte 1980 der Neubau der zehnklassigen Polytechnischen Oberschule „Maxim Gorki“ als Plattenbau. Die Schule am Anger wurde als Polytechnisches Zentrum (Polyzent) ausgebaut. Mit der Schulreform des Freistaats Sachsen erfolgte 1992 die Auflösung der Polytechnischen Oberschule Claußnitz und die Bildung der Grundschule Claußnitz im Gebäude am Anger und der Mittelschule Claußnitz (heute: Oberschule Claußnitz) im Plattenbau.
Seit 1990 gehörte die Gemeinde Claußnitz zum sächsischen Landkreis Chemnitz. Zum 1. März 1994 schlossen sich die Gemeinden Diethensdorf und Markersdorf mit Claußnitz zur heutigen Gemeinde Claußnitz zusammen. Infolge der sächsischen Kreisreform kam diese Gemeinde im August des gleichen Jahres zum neugebildeten Landkreis Mittweida und im Jahr 2008 nach einer weiteren Kreisreform zum heutigen Landkreis Mittelsachsen. Auf der Chemnitztalbahn wurde 1998 der Personen- und 1999 der Güterverkehr eingestellt und die Strecke im Jahr 2002 stillgelegt. Der Bahnhof Markersdorf-Taura wurde zum Museumsbahnhof umgestaltet. Anders als entlang der restlichen Trasse nördlich von Chemnitz, die zum Radweg umgestaltet wurde, blieben die Gleise als Museumsbahn bis zum etwa zwei Kilometer entfernten Haltepunkt Schweizerthal-Diethensdorf mit den Stationen Amselgrund und Neuschweizerthal erhalten. Zum Fahrzeugpark der Eisenbahnfreunde Chemnitztal e. V. gehört neben Dieselloks V 10 B und V 22 ein Zweiwege-Traktor RS 09/GT 124. Neben der Trasse entstand im Jahr 2019 der Chemnitztalradweg.

### Eingemeindungen
| Ehemalige Gemeinde | Datum         |
| ------------------ | ------------- |
| Diethensdorf       | 1. März 1994  |
| Markersdorf        | 1. März 1994  |
| Röllingshain       | 1. April 1948 |

## Politik

### Gemeinderat
Seit der Gemeinderatswahl am 9. Juni 2024 verteilen sich die 16 Sitze des Gemeinderates folgendermaßen auf die einzelnen Gruppierungen:
- Freie Wähler Claußnitz: 12 Sitze
- CDU: 3 Sitze
- SPD: 1 Sitz

| Gemeinderat ab 2024Insgesamt 16 Sitze - SPD: 1 - FWC: 12 - CDU: 3 | Liste                         | 2024   | 2024   | 2019   | 2019   | 2014   | 2014   |
| Gemeinderat ab 2024Insgesamt 16 Sitze - SPD: 1 - FWC: 12 - CDU: 3 | Liste                         | Sitze  | in %   | Sitze  | in %   | Sitze  | in %   |
| Gemeinderat ab 2024Insgesamt 16 Sitze - SPD: 1 - FWC: 12 - CDU: 3 | Freie Wähler Claußnitz        | 12     | 71,4   | 10     | 61,3   | 10     | 55,4   |
| Gemeinderat ab 2024Insgesamt 16 Sitze - SPD: 1 - FWC: 12 - CDU: 3 | CDU                           | 3      | 18,8   | 3      | 20,9   | 3      | 20,3   |
| Gemeinderat ab 2024Insgesamt 16 Sitze - SPD: 1 - FWC: 12 - CDU: 3 | SPD                           | 1      | 7,1    | 2      | 12,1   | 2      | 14,4   |
| Gemeinderat ab 2024Insgesamt 16 Sitze - SPD: 1 - FWC: 12 - CDU: 3 | Wählervereinigung Chemnitztal | –      | 2,7    | 1      | 5,8    | 1      | 5,6    |
| Gemeinderat ab 2024Insgesamt 16 Sitze - SPD: 1 - FWC: 12 - CDU: 3 | Linke                         | –      | –      | –      | –      | –      | 4,3    |
| Gemeinderat ab 2024Insgesamt 16 Sitze - SPD: 1 - FWC: 12 - CDU: 3 | Wahlbeteiligung               | 75,5 % | 75,5 % | 70,5 % | 70,5 % | 57,8 % | 57,8 % |

### Bürgermeister
Gewählter hauptamtlicher Bürgermeister seit September 2019 ist Andreas Heinig (FWC).
| Wahl | Bürgermeister    | Vorschlag | Wahlergebnis (in %) |
| ---- | ---------------- | --------- | ------------------- |
| 2019 | Andreas Heinig   | FW        | 58,9                |
| 2015 | Günter Hermsdorf | CDU       | 77,6                |
| 2008 | Günter Hermsdorf | CDU       | 97,5                |
| 2001 | Günter Hermsdorf | CDU       | 97,9                |

### Ortspartnerschaften
Seit 1992 besteht eine Partnerschaft mit der baden-württembergischen Gemeinde Hermaringen und seit Juli 2001 eine weitere Partnerschaft mit der slowakischen Gemeinde Nová Ľubovňa.

## Kultur und Sehenswürdigkeiten
- siehe auch: Liste der Kulturdenkmale in Claußnitz

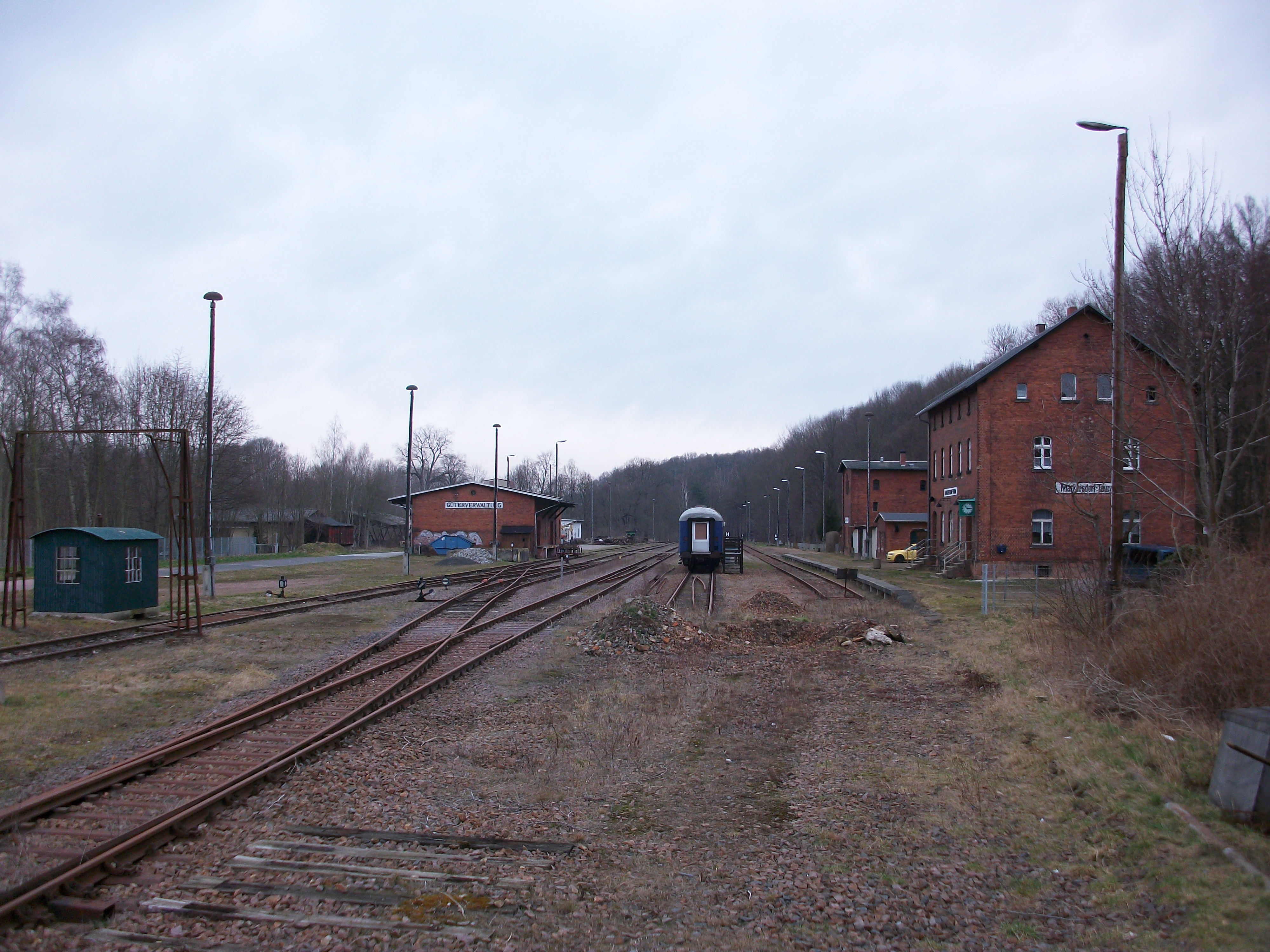
Museumsbahnhof Markersdorf-Taura (2016)

- Naturlehrpfad im Chemnitztal mit den Felsformationen Bärenhöhle und Hockstein und dem Amselgrund
- Museumsbahnhof Markersdorf-Taura und Museumseisenbahn nach Schweizerthal-Diethensdorf mit den Stationen Amselgrund und Neuschweizerthal
- Obelisk auf dem König-Albert-Felsen (im Gedenken an den Bau der Chemnitztalstraße im Jahre 1880)
- Kursächsischen Ganzmeilensäule Nr. 8 von 1726 am Kirchsteig bei Diethensdorf
- Wasserkraftwerk in Diethensdorf
- erste CO2-neutrale Schule Sachsens
- Anger in Claußnitz als Flächendenkmal:
  - Friedenseiche von 1871
  - Sühnekreuz
  - Kursächsischen Halbmeilensäule Nr. 6 von 1726 (Originalstandort 1 km Richtung Garnsdorf)
  - Gefallenendenkmal Erster Weltkrieg
  - Kirche (wahrscheinlich um 1200), mehrfach umgebaut, Wehrmauer und Torhaus[19]

## Verkehrsanbindung
Die B 107 von Chemnitz nach Pritzwalk führt über die Ortsteile Markersdorf, Claußnitz und Diethensdorf zur nächsten nördlich gelegenen Stadt Rochlitz. Die Gemeinde ist über die A 4 Anschluss Chemnitz-Glösa (ca. 9 km) zu erreichen. Auch die Chemnitztalbahn führte durch die Gemeinde, deren Betrieb am 11. Dezember 2001 eingestellt wurde.

## Persönlichkeiten

### Söhne und Töchter der Gemeinde
- Daniel Gottlob Türk (1750–1813), Organist, Musiktheoretiker und Komponist
- Moritz Müller (Maler), 1824 (* 1824 in Diethensdorf bei Wechselburg, gest.1894)[20]
- Heinrich Lhotzky (1859–1930), Theologe und Schriftsteller
- Alfred Albanus (1875–1957), Elektroinstallateur, 1930–1941 NSDAP-Ortsgruppenleiter in Wolfach, 1941–1944 Bürgermeister von Wolfach
- Thomas Natschinski (* 1947), Komponist und Sänger

### Personen mit Bezug zur Gemeinde
- Hugo Türpe (1859–1891), Cornet-Virtuose und Komponist für das Cornet à Pistons, starb hier
- Helga Otto (* 1938), Politikerin (SPD), stellvertretende Bürgermeisterin